# Найсэн иттай

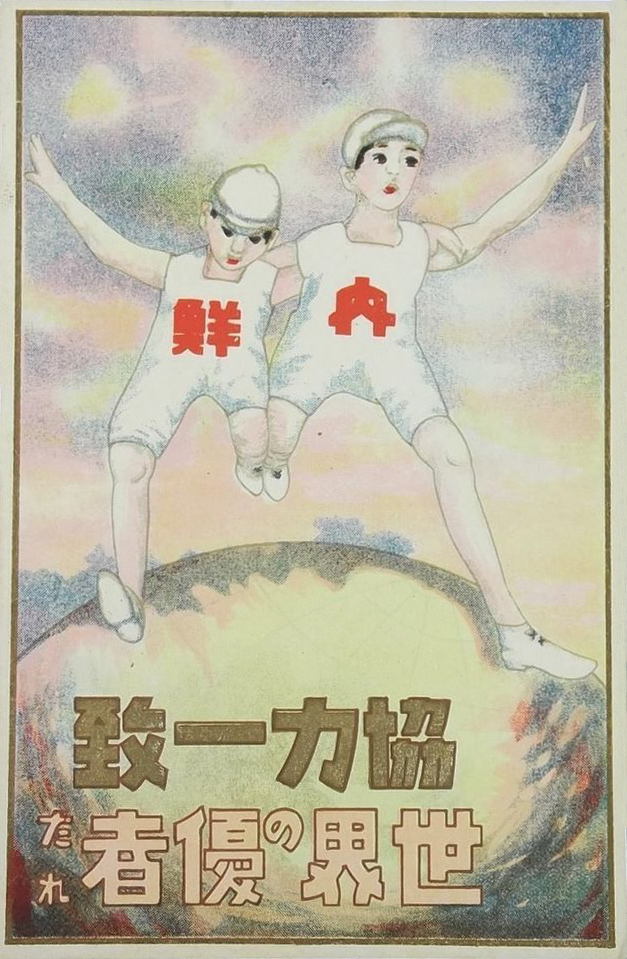
«Найсэн иттай». Пропагандистский плакат.

Найсэн иттай (яп. 內鮮一體, современными иероглифами — 内鮮一体, кор. 내선일체, Нэсон ильчхе) — популярный лозунг в позднеколониальной Корее. Введён в 1937 году в период правления генерал-губернатора Дзиро Минами. На русский переводится как «внутренние земли (то есть Японские острова) и Корея — едины». Под этим лозунгом колониальная администрация производила различные мероприятия, направленные на ассимиляцию корейцев (см., например, Клятва подданного страны императора).
В настоящее время историки обычно рассматривают лозунг «Найсэн иттай» как составную часть японской политики по построению Великой восточноазиатской сферы сопроцветания.